# Любохня (гмина)
Любохня (пол. Lubochnia) — сельская гмина (волость) в Польше, входит как административная единица в Томашувский повет, Лодзинское воеводство. Население — 7566 человек (на 2004 год).

## Соседние гмины
1. Гмина Будзишевице
2. Гмина Черневице
3. Гмина Иновлудз
4. Гмина Томашув-Мазовецки
5. Томашув-Мазовецки
6. Гмина Уязд